# Демократска партија Јапана
Демократска партија Јапана (јап. 民主党) била је политичка партија левог центра која је деловала у Јапану. Основана је 1998. године, спајањем више опозиционих социјално-либералних партија. Након парламентарних избора 2009. године, ДПЈ је постала владајућа странка у Дому посланика, победивши дуго времена доминантну Либерално-демократску партију.
Устрој партије темељио се на демократском централизму, који је усвојен на првој партијској конвенцији 27. априла 1998. године.
Партија је сматрала да је бирократски систем у земљи превелик, а становништво превише конзервативно. Стога је циљ њеног чланства било увођење јапанског друштва у „ново доба опуштености, креативности и индивидуализма“.
Дана 24. фебруара 2016, ДПЈ је објавила споразум о спајању са мањом Јапанском партијом за иновације (ЈИП) и Визијом реформе уочи избора у Горњем дому на лето, уз спајање на посебној конвенцији договореној за 27. март. Дана 4. марта 2016, ДПЈ и ЈИП затражили су од присталица предлоге за име нове странке. Дана 14. марта 2016. име нове странке је објављено као Миншинто, пошто је био најпопуларнији избор могућих имена анкетираних међу бирачима. Са додатком представника из Визије реформе, ДПЈ и ЈИП су се спојили и формирали Демократску странку 27. марта 2016. године.
Распад ДПЈ-а се углавном приписује чињеници да су реформе за које се ДПЈ залагао биле тешко изводљиве због изборних ограничења, економских ограничења и чињенице да би реформе које би смањиле моћ бирократије помогле да се лише ДПЈ власти да спроведе своје друге реформе. Други фактори који су утицали на распад странке били су унутрашњи сукоби који су парализовали ДПЈ и чињеница да се ДПЈ сврстао у спољну политику ЛДП-а.